# Pailly (Yonne)
Pailly je francouzská obec v departementu Yonne v regionu Burgundsko-Franche-Comté. V roce 2011 zde žilo 249 obyvatel.

## Vývoj počtu obyvatel
Počet obyvatel 